# Ban Na San
Ban Na San (em tailandês: อำเภอบ้านนาสาร) é um distrito da província de Surat Thani, no sul da Tailândia. É um dos 19 distritos que compõem a província. Sua população, de acordo com dados de 2012, era de 70 506 habitantes. Sua área territorial é de 839,3 km².
Originalmente, o distrito foi parte da província de Nakhon Si Thammarat, e foi transferido para Surat Thani em 1906.

## Geografia
Ban Na San é limitado com os distritos de Mueang Surat Thani, Kanchanadit, Wiang Sa, Khian Sa e Ban Na Doem, além da província de Nakhon Si Thammarat. 